# John Paulet, II marchese di Winchester
John Paulet, II marchese di Winchester (1510 – Londra, 4 novembre 1576), è stato un nobile inglese.

## Biografia
Era il figlio maggiore di William Paulet, I marchese di Winchester, e di sua moglie, Elizabeth Capel.

## Carriera
Paulet fu nominato cavaliere da Enrico VIII a Boulogne il 30 settembre 1544. Dopo la morte di Edoardo VI fu (insieme al padre) uno dei firmatari dell'insediamento della Corona a Lady Jane Grey, anche se in seguito cambiò la sua fedeltà alla regina Maria. Fu uno dei Pari al processo del Duca di Norfolk il 16 gennaio 1572. Succedette a suo padre come marchese di Winchester il 10 marzo 1572.
Gli uffici che ha ricoperto durante la sua carriera includono:
- High Sheriff of Hampshire (1533-1534)
- High Sheriff of Somerset and Dorset (1543-1544)
- Steward del castello di Canford (1549-1550)
- Constabile del Corfe Castle(1549-1550)
- Lord luogotenente del Dorset (1557)
- Governatori dell'Isola di Wight (1558)
- Custode del St Andrew's Castle, Hamble (1572-1576)

## Matrimoni

### Primo Matrimonio
Sposò in prime nozze Elizabeth Willoughby, prima figlia e co-ereditiera di Robert Willoughby, II barone Willoughby. Ebbero sei figli:
- William Paulet, III marchese di Winchester (1532-24 novembre 1598)
- George Paulet (?-1608);
- Elizabeth Paulet (1536-4 novembre 1576), sposò in prime nozze William Courtenay, II conte di Devon, ebbero due figli, e in seconde nozze Sir Henry Ughtred (figlio della seconda moglie del padre dal suo primo matrimonio), non ebbero figli;
- Mary Paulet (1540-10 ottobre 1592), sposò Henry Cromwell, II barone Cromwell (figlio della seconda moglie del padre dal suo secondo matrimonio) ebbero tre figli;
- Thomas Paulet;
- Richard Paulet.

### Secondo Matrimonio
Sposò, il 1º aprile 1554, Elizabeth Seymour (1518-19 marzo 1568), figlia di Sir John Seymour e Margery Wentworth, sorella minore della regina Jane e zia di Edoardo VI, già vedova di Anthony Ughtred e Gregory Cromwell, I barone Cromwell. 

### Terzo Matrimonio
Sposò, nel maggio 1571,  Winifred Brydges (1507-1586), figlia di Sir John Brydges (o Brugge), Lord Mayor di Londra.

## Morte
Paulet morì a Chelsea il 4 novembre 1576 e fu sepolto nella chiesa di St. Mary, Basing.